# Oscar Paul

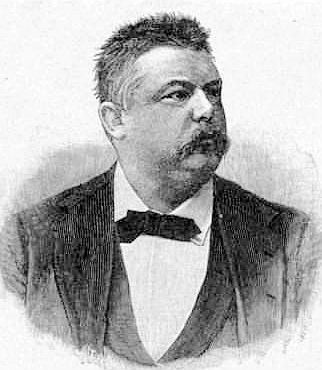
Oscar Paul

Oscar Emil Alfred Julius Paul (* 8. April 1836 in Freiwaldau in Schlesien; † 18. April 1898 in Leipzig) war ein deutscher Musikwissenschaftler.

## Leben
Oscar Paul besuchte das Gymnasium in Görlitz, bevor er ab 1858 Theologie in Leipzig studierte. Gleichzeitig trat er ins Leipziger Konservatorium ein und nahm Privatunterricht im Klavierspiel bei Louis Plaidy und in Musiktheorie bei Moritz Hauptmann und Ernst Friedrich Richter. Während seines Studiums wurde er im Winter 1858/59 Mitglied der Leipziger Universitäts-Sängerschaft zu St. Pauli (heute Deutsche Sängerschaft). Nach seiner Promotion 1860 wandte sich Paul vollständig der Musik zu und habilitierte sich 1866 mit der Arbeit Die absolute Harmonik der Griechen an der Universität Leipzig als Privatdozent der Musikwissenschaft, wo er 1872 zum Professor berufen wurde. Seit 1868 war er außerdem Lehrer am Leipziger Konservatorium, wo er bis zu seinem Tode 1898 die Fächer Theorie der Musik und Composition und Pianofortespiel unterrichtete, sowie Vorlesungen zur „Geschichte und Ästhetik der Musik“ hielt.
Paul gab Moritz Hauptmanns nachgelassene Lehre von der Harmonik heraus (1868) und verfasste ein eigenes Lehrbuch der Harmonik (1880), eine deutsche Übersetzung der fünf Bücher De Musica von Boëthius (1872), eine Geschichte des Klaviers (1868) und ein Handlexikon der Tonkunst (Leipzig 1870–1873).
Paul begründete die Musikzeitungen Tonhalle (1868) und Musikalisches Wochenblatt (1870), zog sich aber von beiden schon bald zurück. Dafür redigierte er viele Jahre den musikalischen Teil des Leipziger Tageblattes.
Er wurde im Ehrengrab der Universität Leipzig in der V. Abteilung des Neuen Johannisfriedhofs beerdigt.